# Julius von Kreyfelt
Ernst Julius Ferdinand von Kreyfelt (* 19. Juli 1863 in Düsseldorf; † 23. April 1947 in Kleinsassen, Rhön) war ein deutscher Maler der Düsseldorfer Malerschule.

## Leben

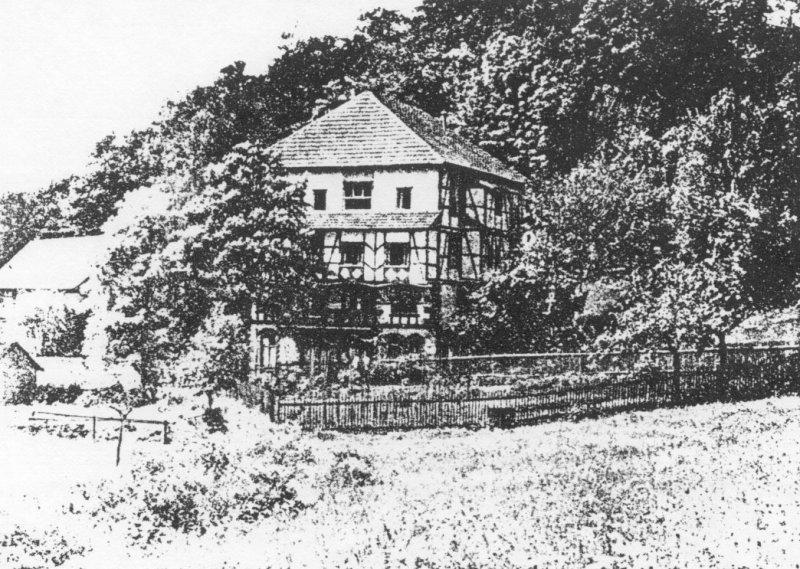
Haus Kreyfelt, Foto zwischen 1901 und 1920

Julius von Kreyfelt wurde als fünftes Kind des preußischen Berufsoffiziers Emil von Kreyfelt (1810–1882) in Düsseldorf geboren. Von 1878 bis 1884 studierte er an der Kunstakademie Düsseldorf, unter anderen bei Hugo Crola, Heinrich Lauenstein und Peter Janssen dem Älteren. In den Jahren 1878 bis 1880 studierte dort auch sein jüngerer Bruder Niklas von Kreyfelt, der später ein Fotograf wurde. Als 20-jähriger Kunststudent besuchte Julius von Kreyfelt 1883 das Malerdorf Kleinsassen. 1887 kam er erneut in das Dorf und ließ sich dort nieder. Im gleichen Jahr heiratete er Sophia geb. Schmitt (1847–1930; genannt „Das Rhönröschen“), Witwe des Leipziger Malers Edmund Voiges und Erbin der Kleinsassener Gastwirtschaft „Oberwirt“, die 1888 die Tochter Anna gebar. Die Gastwirtschaft, die zu einem Malerhotel mit 18 Fremdenzimmern und drei Ateliers erweitert wurde und fortan den Namen „Haus Kreyfelt“ trug, entwickelte sich zum Mittelpunkt einer Künstlerkolonie, die bis zum Beginn des Ersten Weltkriegs bestand. Von 1919 bis 1924 bewirtschaftete das Ehepaar auch die Milseburghütte des Rhönklubs. Nachdem seine Frau 1930 gestorben war, heiratete er erneut. Anfang der 1930er Jahre lebte er für ein paar Jahre in einer Wohnung in Fulda. Da seine zweite Frau „nichtarischer Abstammung“ war, wurden ihm in der Zeit des Nationalsozialismus Beteiligungen bei größeren Kunstausstellungen erschwert oder versagt.